# Дишлянова къща
Дишляновата къща е възрожденска къща, паметник на културата в Ковачевица, България. Намира се в Горната махала на селото. Дишляновата къща формира единен комплекс още с двете Пилареви къщи и братската Шумарева къща, а с къщата на Тома Шумарев – единна група в Г-образна форма.
Къщата е построена около 1830 година. Сградата типологично принадлежи към родопската къща, а функционално – към ковачевишка къща. Издигната е на стръмен склон, с носещи каменни стени, дървен скелет и е с ориентирани на юг отворени части. На юг сградата усвоява голямата денивелация в западния си край и има три приземни нива и два жилищни етажа.
В главното приземие са разположени три обора (подника) и сух двор, надлъжно пред оборите. На първия етаж се намират домакински помещения – голям килер, стая с пещ, свързана с килера и потон пред тях. В източния край на първия етаж на по-високо ниво са сеновалът, а големият обор от приземието продължава във височината на етажа. На втория етаж са жилищните стаи. На него са разположени две стаи с огнища (къщито) и Г-образен потон. Източната стая на етажа не е изградена и пространството е приобщена към потона. В югозападния край на потона има две затворени с дъсчено перде кьошкове. Те представляват единен архитектурен елемент заради общото си оформление и издигнатата на едно стъпало свързваща ги площадка. Западният кьошк излиза в силно издаден еркер, а южният е на чардака, където са водникът и стълбата. Има високо огнище и клозет на северната стена на потона.
В Дишляновата къща са запазени много от оригиналните елементи на интериора и художествени и архитектурни детайли. Запазени са огнища, дървени тавани, долапи, полици, пещ, врати, прозорци и колони с възглавници. Дървените елементи са с красива столарска резба, а касетираният таван и кованите врати са с профилирани дъсчени дъги.